# Heinrich Starck
Heinrich Starck (* 14. Februar 1908 in Bromberg; † 21. April 1955 in Berlin) war ein deutscher Politiker, Widerstandskämpfer gegen den Nationalsozialismus, stellvertretender Bürgermeister von Berlin-Friedrichshain und Magistratsbaudirektor von Groß-Berlin.

## Leben

### Herkunft und Familie
Starck wurde als Sohn des Kaufmanns Willi und dessen Frau Margarete Starck, geb. Heimann, geboren. Nach dem Besuch der Volksschule und des Gymnasiums in Bromberg legte er 1923 das Abitur am Andreas-Realgymnasium in Berlin ab. Hiernach absolvierte er eine Lehre als Maurer und war anschließend als Maurerpolier tätig.
Heinrich Starck war nach dem Zweiten Weltkrieg verheiratet mit der Widerstandskämpferin und Ravensbrück-Gefangenen Brunhilde Starck (* 26. Oktober 1911; † 1984; geschiedene Prelle, geborene Zoschke). Aus erster Ehe hatte er zwei Kinder (Bodo, * 1934, und Ellen, * 1935). Heinrich war der Bruder von Alex Starck.

### Politisches Engagement während der Weimarer Republik und der NS-Zeit
Im Jahr 1924 wurde er Mitglied im Kommunistischen Jugendverband Deutschlands. 1927 trat er der KPD bei und ab 1930 leitete er die Kartellführung der Antifaschistischen Garde Groß-Berlin, bevor er 1932 Reichsjugendleiter wurde. Zudem war er Mitglied der Reichsleitung der Revolutionären Gewerkschafts-Opposition.
1930 wurde er wegen antimilitaristischer Arbeit zu anderthalb Jahren Festungshaft verurteilt. 1934 saß es sieben Monate in der Untersuchungshaft in Moabit, als einer von 49 Stralauer Genossen. Von September 1939 bis 26. April 1943 war er erneut politischer Häftling, musste im KZ Sachsenhausen als Maurerpolier und später im Hausgefängnis der Gestapo Berlin in der Prinz-Albrecht-Straße als Kalfaktor arbeiten. Dort hatte er enge Kontakte zu einzelnen Mitgliedern der Schulze-Boysen/Harnack-Gruppe. Er war einer der letzten, die mit Conrad Blenkle Kontakt hatten, bevor er hingerichtet wurde. Zudem mauerte er Kassiber von Kurt Schumacher ein, die 1945 nach der Befreiung aus der zerstörten Gestapozentrale geborgen wurden.
Nach seiner Freilassung aus der Haft 1943 war er als Maurerpolier und Bauführer für den Baubetrieb Otto Hermann, Rüdersdorf in Pommern und in Niedersachswerfen tätig.

### SBZ
Nach der Befreiung vom Nationalsozialismus übernahm er leitende Positionen im Aufbau von Berlin. Vom Mai 1945 bis Februar 1946 war er stellvertretender Bürgermeister von Berlin-Friedrichshain. Als solcher war er Organisator und führender Protagonist des Wettbewerbs zwischen dem Bezirk Friedrichshain und der Stadt Dresden, in dem es darum ging, wer die Enttrümmerung und die Wiederherstellung der Versorgungsnetze am schnellsten realisieren könne.
Von Februar 1946 bis Mai 1950 war er beim Magistrat von Groß-Berlin als stellvertretender bzw. leitender Magistratsdirektor für Bau- und Wohnungswesen. Er arbeitete eng mit Hans Scharoun zusammen, korrespondierte mit Hannes Meyer. Eine Anknüpfung an die moderne Städtebautradition der 1920er und 1930er Jahre war für ihn die Voraussetzung für den Aufbau Berlins als sozialistische Stadt. Damit befand er sich im Widerspruch zu den bald dominanten stalinistischen Klassizisten. Dem Leitbild einer modernen, auf die Bedürfnisse der arbeitenden Bevölkerung hin ausgerichteten Stadt verpflichtet, sprach er sich Ende 1949 klar gegen den Wiederaufbau Berlins »nach irgendeinem toten Schema« aus. Im selben Jahr kam es zu einem Eklat zwischen dem Westberliner Magistrat und dem Westberliner Architekten- und Ingenieurverein, nachdem diese einen Vortrag von Starck in Westberlin veranstaltet hatten, in dem er den Generalbebauungsplan des Ostberliner Magistrats erläuterte, der zu diesem Zeitpunkt noch den Neuaufbau Berlin basierend auf dem modernistischen Kollektivplan vorsah. Mit der Durchsetzung der stalinistischen Städtebaupolitik auf Grundlage der 16 Grundsätze des Städtebaus endete Starcks Tätigkeit beim Magistrat, ihm folgte Edmund Collein nach.

### DDR
Nach seinem Ausscheiden aus dem Berliner Magistrat 1950 wurde Starck Kaufmännischer Direktor des zur Bau-Union Ost gehörenden Industrie-Entwurf VEB, Mitte des Jahres kommissarischer Hauptdirektor des Betriebes. Und am 1. Januar 1951 Hauptdirektor von dessen Nachfolgeinstitution, der neugeschaffenen Vereinigung Volkseigener Betriebe (VVB) Industrie-Entwurf, die der HV Bauindustrie des Industrieministeriums unterstand. Die VVB Industrie-Entwurf war das zentrale staatliche Entwurfs- und Projektierungsbüro für die Industriebauten des Ersten Fünfjahrplans (1951–1956). Gemeinsam mit dem Technischen Direktor Franz Ehrlich war Starck damit für mehrere hundert Industriebauten und gut 3000 Mitarbeiter verantwortlich. Starck und Ehrlich wurden jedoch schon zum 1. August des Jahres abgelöst, Hauptdirektor wurde Waldemar Alder. Starck arbeitete danach als Mitglied des Direktoriums und Leiter der Hauptabteilung Bauwirtschaft der Deutschen Investitionsbank. Er starb am 21. April 1955 in Berlin und wurde auf dem Zentralfriedhof Friedrichsfelde beigesetzt.

## Schriften
- 1949: Der Generalaufbauplan von Berlin und wie er verwirklicht werden soll. In: Neues Deutschland, 31. Juli 1949.